# ماغدا غابور
ماغدولنا غابور (بالإنجليزية: Magda Gabor)‏ المعروفة فنيا باسم ماغدا غابور (11 يونيو 1915 – 6 يونيو 1997) هي ممثلة ونجمة اجتماعية أمريكية مجرية وهي الأخت الكبرى للمثلتين زازا غابور وإيفا غابور.

## خلفية
هي البنت الكبرى للنجمة الاجتماعية جولي غابور (1896–1997) والجندي «فيلموس غابور» (18811962). ولدت في 11 يونيو 1915 في بودابست عاصمة الإمبراطورية النمساوية المجرية، وكانا والداها من الأسر اليهودية، كان اسمها في سجلات الأرشيف الصهيوني المركزي تحت اسم «ماغدا بيتشووسكي». تميزت ماغدا بشعر أحمر وعينين رماديتين.
خلال الحرب العالمية الثانية أعلنت ماغدا عن خطوبتها من السفير البرتغالي في المجر المدعو كارلوس سامبايو غاريدو، لكن تضارب عدة مصادر حول علاقتهما حيث تقول بعض المصادر أنها كان عشيقته وتقول مصادر أخرى أنها كانت مساعدته الخاصة. بعد انتقالها إلى البرتغال بعد الاجتياح النازي للمجر في 1944، تداولت أخبار بأنها أصبحت عشيقة للنبيل الإسباني خوسيه لويس دي فيلالونغا. انتقلت بعدها إلى ناتال في البرازيل ثم نحو الولايات المتحدة في 1946. ثم تزوجت من مواطن أمريكي. وعاشت هناك إلى غاية وفاتها سنة 1997.

## الزيجات
تزوجت ماغدا 6 مرات في حياتها، ولديه توأم، تطلقت 3 مرات فيما تم إبطال زيجة واحدة. زيجاتها حسب الترتيب الزمني كالآتي:
- جان بيتشووسكي (ز. 19 نوفمبر 1937 – و. 22 مايو 1944) طيار سلاح الجو الملكي.
- ويليام رانكين (ز. 1946 – ط. 11 أغسطس 1946) كاتب سيناريو.
- سيدني روبرت وارين (ز. 14 يوليو 1949 – ط. 1950) نائب.
- آررثر جالوكي (ز. 1 أبريل 1959 – و. 22 يناير 1967) رجل أعمال.
- جورج ساندرز (ز. 5 ديسمبر 1970 – م. 6 يناير 1971) ممثل.
- تيبور هيلتاي (ز. 5 أغسطس 1972 – ط. 1975) خبير اقتصادي.

## الوفاة
توفيت ماغدا في 6 يونيو 1997 بعد 5 أيام من عيد ميلادها الـ82 بسبب القصور الكلوي. وكانت والدها قد توفيت قبلها بشهرين فقط. فيما دفن جثمانها في «مقبرة صحراء ميموريال» الواقعة في كاثيدرال سيتي بولاية كاليفورنيا.

## الأعمال
- 1937: فتيات معاصرات (بالإنجليزية: Modern Girls)‏
- 1953: استعراض أربع نجمات (بالإنجليزية: Four Star Revue)‏
- 1955: ساعة كولغيت الكوميدية (بالإنجليزية: The Colgate Comedy Hour)‏
- 1953–54: إيفا غابور شو (بالإنجليزية: The Eva Gabor Show)‏